# Лиственничное
Ли́ственничное — село в Прибайкальском районе Бурятии. Входит в сельское поселение «Итанцинское».

## География
Расположено на левом берегу реки Итанцы в 13 км к юго-запад-западу от райцентра, села Турунтаево, в 2 км к востоку от центральной части села Кома — центра сельского поселения. В 1 км южнее села проходит региональная автодорога Р439 Турунтаево — Татаурово (Итанцинский тракт); в 1 км к северу за мостом через Итанцу — автодорога Турунтаево — Тресково.

## История
Основано в 1975 года как посёлок Селенгинского экспериментального рыбоводного завода (воспроизводство омуля и байкальского осётра).

## Население
| 2002 | 2010 |
| ---- | ---- |
| 196  | ↘161 |